# Streptocarpus lanatus
Streptocarpus lanatus är en tvåhjärtbladig växtart som beskrevs av Macmaster. Streptocarpus lanatus ingår i släktet Streptocarpus och familjen Gesneriaceae. Inga underarter finns listade i Catalogue of Life.